# Сомали на летних Олимпийских играх 1984
Сомали принимала участие в Летних Олимпийских играх 1984 года в Лос-Анджелесе (США) после двенадцатилетнего перерыва, во второй раз за свою историю, но не завоевала ни одной медали.